# Ral espanyol
|  | Per a altres significats, vegeu «Ral (desambiguació)». |

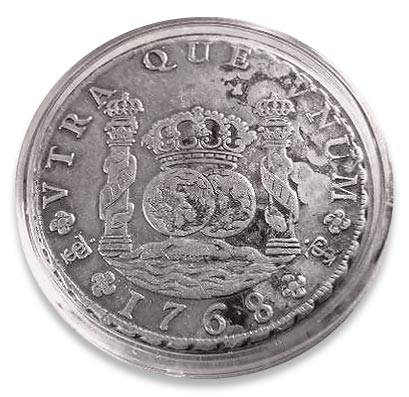
Ral de plata colonial espanyol encunyat a la casa de la moneda de Potosí, Alt Perú (actual Bolívia) el 1768.

Es coneix pel nom de real español o ral espanyol a la moneda produïda a partir de l'explotació de les mines d'argent de l'Amèrica colonial que es va dedicar en la seva major part a l'encunyació de moneda, especialment en el seu format de 8 reials o duro, divisa que va tenir una important difusió internacional.
La primera moneda castellana encunyada amb aquesta denominació fou emesa per Pere I de Castella a mitjan segle xiv, però es pot començar a parlar del ral espanyol a partir del regnat de Carles I, i concretament de la conquesta del Perú (1532) en que l'accés a ingents quantitats de metalls preciosos va possibilitar començar a batre múltiples de ral, d'acord amb les regulacions de la Pragmática de Medina del Campo (1497), per a la moneda castellana.
Posteriorment, especialment a partir del regnat de Carles II i durant tot el segle xviii, el real espanyol va patir variacions en la seva llei i talla, i fins i tot, simultaniment els divisors dels duros varen tenir característiques intrinseques distintes segons si varen ser batuts a la península ibèrica (plata provincial) o a les seques americanes (pesos fuertes o duros) la qual va circular, sovint de forma paral·lela, tant a Espanya com en els seus dominis colonials. El ral va ser la base del sistema monetari espanyol fins a l'inici del regnat de Isabel II (1833-1868), tot i mantenir la denominació de ral fins a la implantació de la peseta.

## Antecedents

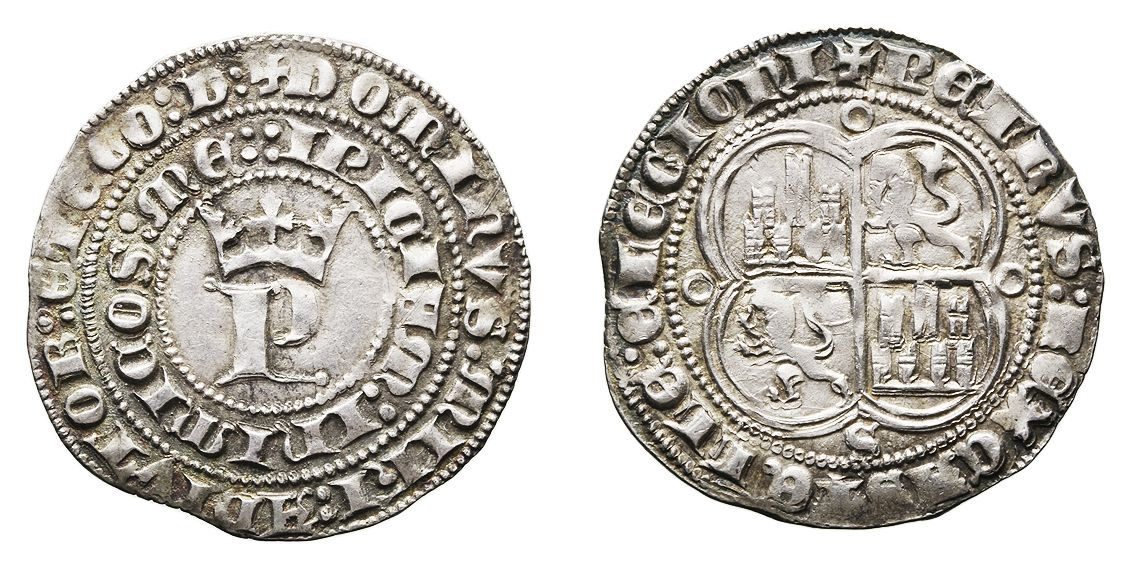
Ral castellà de Pere el Cruel (1350–1369), antecedent remot del ral espanyol.

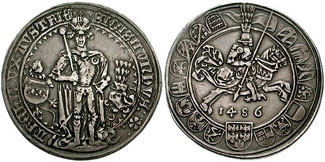
Guldengroschen de Segimon d'Àustria (1446-1490), antecedent dels 8 rals espanyols.

Castella va basar el seu peculiar sistema monetari en el bimetalisme or/billó fins que a mitjan segle xiv es va incorporar a l'encunyació de moneda de plata fina, com havien començat a fer bona part dels estats europeus des de finals del segle xii.
El primer intent el va dur a teme Alfons X el Savi, amb el frustrat diner de plata, però s'haurà d'esperar a Pere I el Cruel (1350-1368) per a que es consolidi l'emissió d'argent que continuarà de manera initerrompuda. El 1497, la Pragmàtica de Medina del Campo emesa pels reis Isabel I de Castella i Ferran II d'Aragó reformava el real castellà fixant la seva talla en 67 peces per marc (+- 3,79 g) i una puresa de 11 diners i 4 grans d'argent fi (892 mil·lèsimes); a més d'ordenar la presència de la sigla de l'encunyador respectiu en cada moneda, així com la sigla de la seca on s'encunyava; el seu valor es va fixar en 34 maravedís. En quedar America sota la àrea de influència castellana, les emissions colonials de la monarquia hispànica seguiran el patro castellà que es mantindrà inicialment fins a 1686.
Per una altra part, l'emblema del ral espanyol fou el valor de 8 rals, o real de a ocho o peso duro, d'un pes aproximat de 27 g, l'antecedent de la qual es troba en les emissions dels Joachimstaler Guldengroschen, o talers de 31,23 g, produits a partir de 1486 pel duc Segimon d'Àustria amb l'abundant argent obtingut a les mines de Sankt Joachimsthal de Bohèmia. El Govern de Carles I va adaptar a les característiques del ral castellà la solució iniciada pel seu parent al Sacre Imperi Romanogermànic quan l'imperi espanyol també es va trobar amb l'enorme disponibilitat de l'argent americà.

## Ral de plata
El seu canvi en època de Felip II d'Espanya era d'1 ral de plata es mantenia en 34 maravedís i, al seu torn, 1 escut d'or per 16 rals de plata.
Els múltiples eren les monedes de 2 rals, 4 rals i la peça de 8 rals o «ral de 8». Aquestes monedes eren produïdes en gran quantitat durant els segles XVI, XVII i XVIII, no només en les seques de la mateixa Espanya sinó també en les seves colònies americanes, com en les seques de Mèxic, activa des de 1535, Lima, activa des de 1568, Potosí, activa des de 1574, Bogotà, activa des 1627, Popayán, activa des de 1758, i Santiago de Xile, activa des de 1749; tal abundància de seques en diversos llocs i l'adequada llei de plata dels seus productes va generar que el ral espanyol fos una moneda freqüent de trobar en els mercats mundials en el període entre 1600 i 1800.
Existien el ral, mig ral, quart i sisè de ral de plata d'onze diners i quatre grans de llei i talla de seixanta-sis peces d'un ral per marc des de Pere I de Castella.

### Mostres representatives

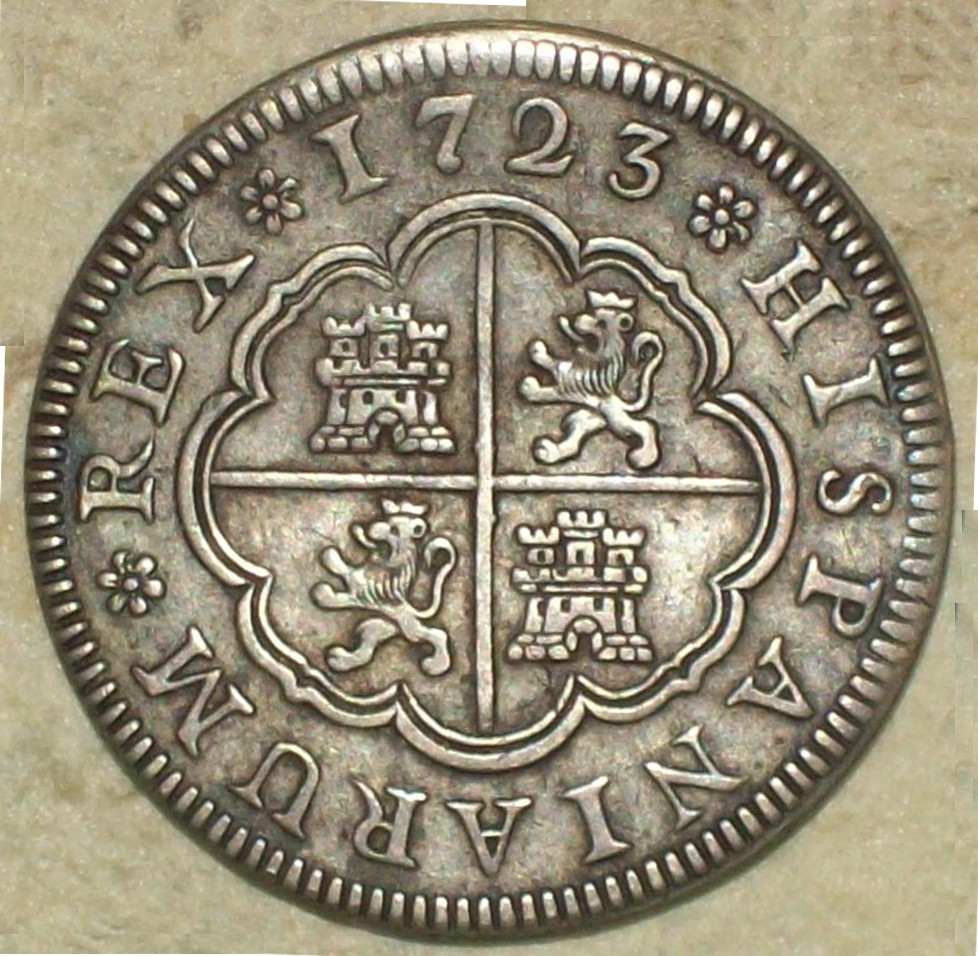
Anvers de moneda de 2 rals (plata) de Felip V amb «seca» de Segòvia l'any 1723.
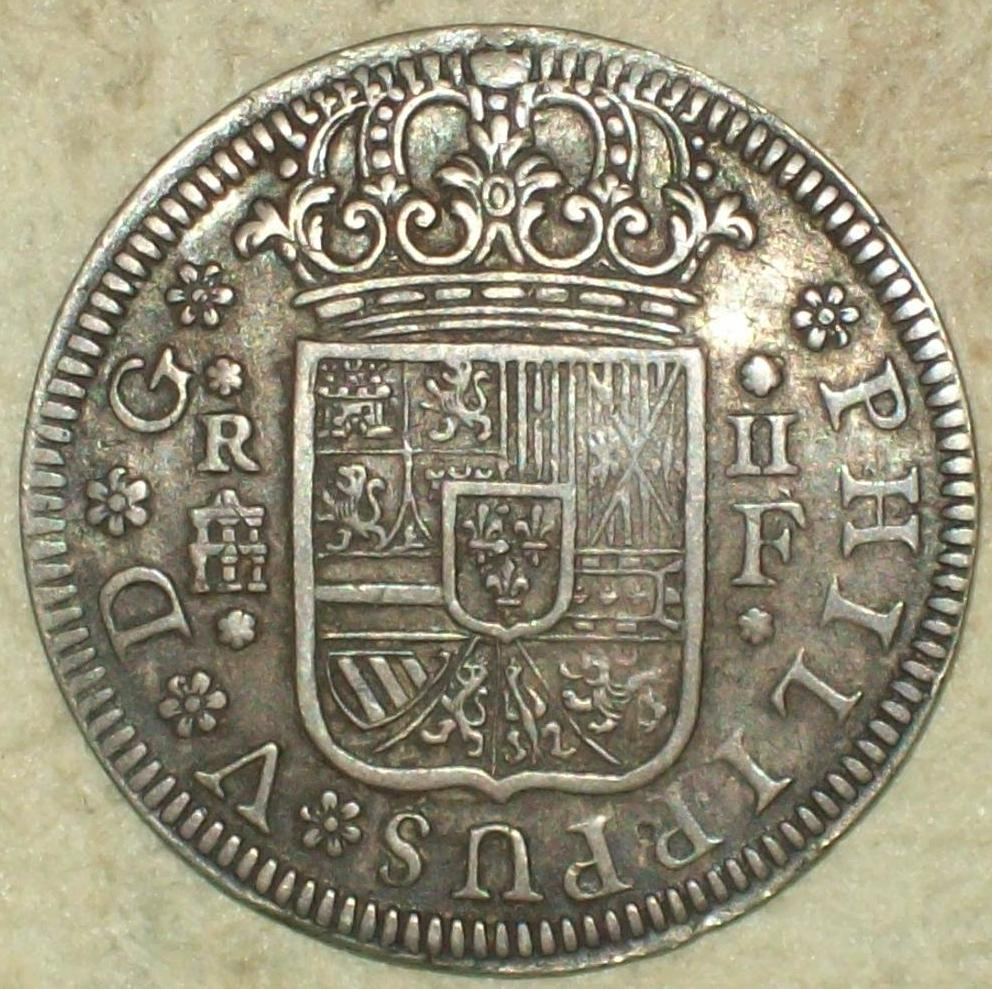
Revers de moneda de 2 rals (plata) de Felip V amb «seca» de Segòvia l'any 1723.
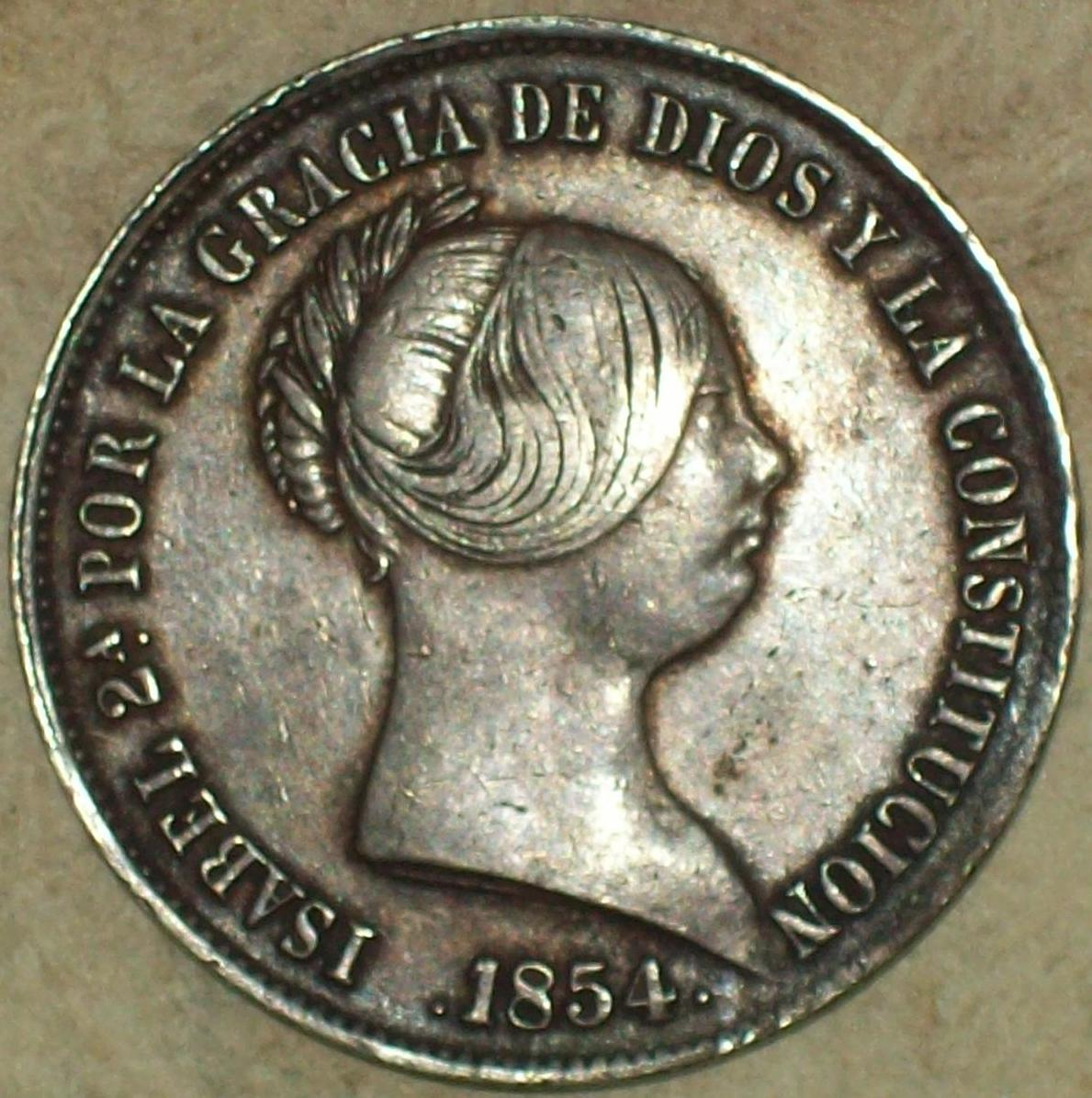
Anvers de moneda de 20 rals (plata) d'Isabel II amb «seca» de Sevilla en l'any de 1854.
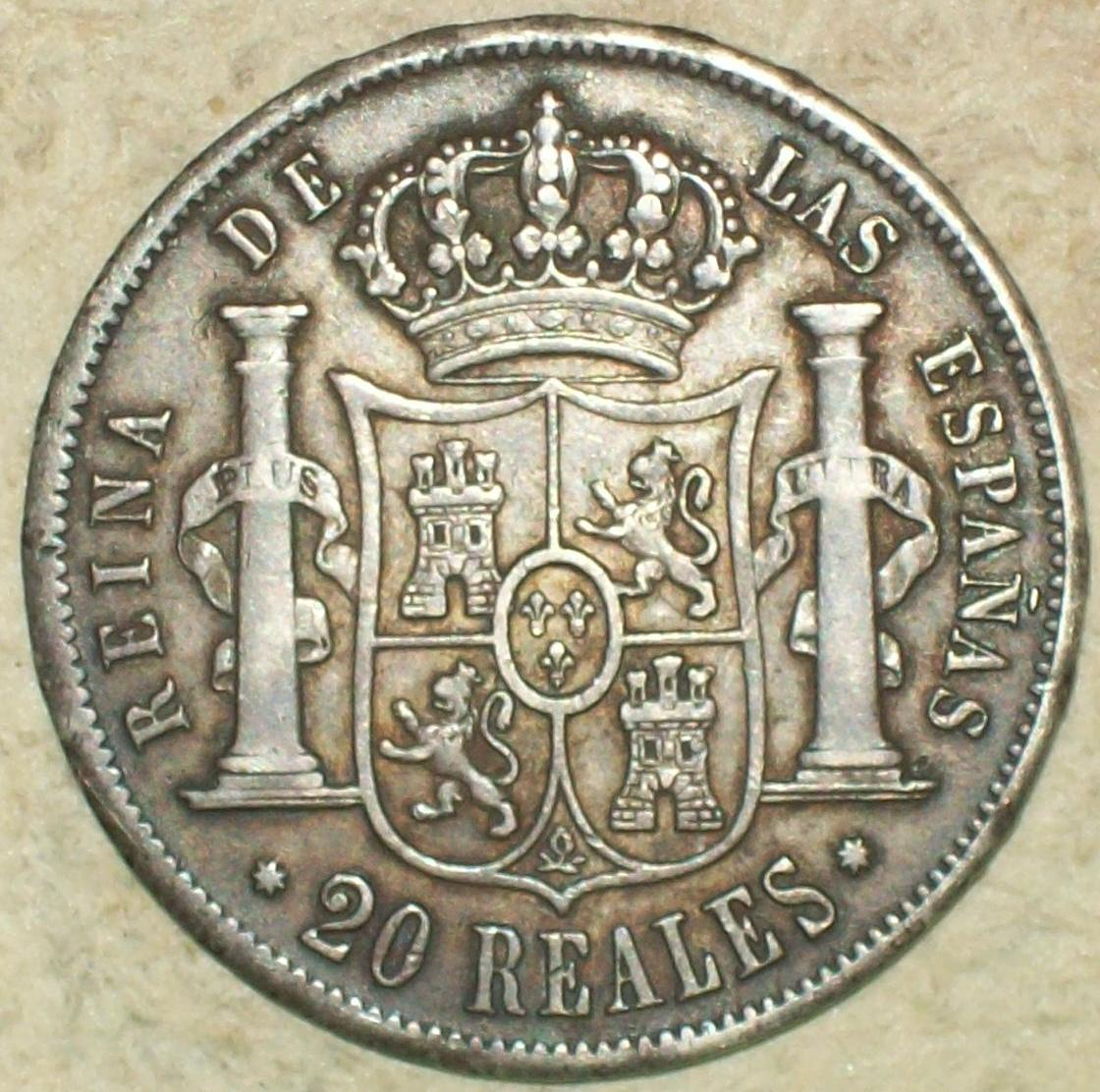
Revers de moneda de 20 rals (plata) d'Isabel II amb «seca» de Sevilla en l'any de 1854.

### Carles IV
Durant el regnat de Carles IV d'Espanya es va encunyar tot el ventall monetari que comprenia el sistema basat en el ral de plata i l'escut d'or. Aquest comprenia els valors d'1, 2, 4 i 8 maravedís en coure, ¼, ½, 1, 2, 4 i 8 rals en plata, i ½, 1, 2, 4 i 8 escuts d'or.

### Josep I
En el període de dominació francesa, Josep I d'Espanya només va encunyar peces de 8 maravedís de bronze i 8 rals de plata. Amb la denominació expressada en rals de billó, Josep Bonaparte va encunyar peces de 8 maravedís en bronze, 1, 2, 4, 10 i 20 rals en plata i 80 i 320 rals d'or.
Josep I va manar encunyar durant el seu regnat dos sistemes monetaris paral·lels basats en el ral com unitat monetària, però amb dos valors diferents: el ral espanyol tradicional i el «ral de billó», amb una equivalència de 2,5 rals de billó per cada ral tradicional.

### Ferran VII
Sota el regnat de Ferran VII d'Espanya es van emetre monedes d'1, 2, 4 i 8 maravedís en coure, ¼, ½, 1, 2, 4 i 8 rals en plata i ½, 1, 2, 4 i 8 escuts d'or. Cal destacar que el sistema basat en el ral de plata va ser encunyat durant els períodes absolutistes del seu regnat, mentre que el sistema basat en el ral de billó respon als períodes de govern liberal. Va ser amb Fernando VII quan es va encunyar per última vegada la famosa peça de «ral de 8» i la resta de monedes expressades en rals de plata, deixant pas definitivament a la implantació del ral de billó com a unitat de compte més comú.

### Isabel II
Abans de la primera reforma monetària decimal, durant el regnat d'Isabel II d'Espanya es van encunyar monedes d'1, 2, 4 i 8 maravedís en coure, 1, 2, 4, 10 i 20 rals en plata i 80 rals d'or.
Posteriorment, des de 1850, es va adoptar el sistema decimal que dividia el ral de billó en 10 dècimes o en 100 cèntims de ral, encara que les monedes anteriors al nou sistema mai van perdre el seu valor adquisitiu i, per tant, seguien normalment en circulació. Van ser encunyades monedes de ½, 1 i 2 dècimes, així com de ½ ral en coure, 5, 10 i 25 cèntims de ral també en coure i 20, 40 i 100 rals d'or.
Totes aquestes monedes emeses sota la denominació «de billó» van ser encunyades per cases de la moneda radicades a la península. Les peces d'or es van encunyar majoritàriament a les cases de la moneda de Madrid i Sevilla.

## Equivalències
| EQUIVALÈNCIES | EQUIVALÈNCIES |
| Ral           | Ral de billó  |
| 8 escuts      | 320 rals      |
| 4 escuts      | 160 rals      |
| 2 escuts      | 80 rals       |
| 8 rals        | 20 rals       |
| 4 rals        | 10 rals       |
| 2 rals        | 5 rals        |
| 1 ral         | 2 ½ rals      |
| 1/2 ral       | 1 ¼ ral       |
| 8 maravedís   | 8 maravedís   |
| 4 maravedís   | 4 maravedís   |
| 2 maravedís   | 2 maravedís   |
| 1 morabatí    | 1 morabatí    |
| ------------- | ------------- |